# Pitohui
Pitohui é um género de aves canoras peculiar da sub-família Pachycephalinae, encontrado nas florestas tropicais da Nova Guiné.
Esse pássaro é um dos poucos no planeta conhecido por ser venenoso (além desse, só o Ifrita kowaldi. e o Colluricincla megarhyncha são também venenosos), tendo em sua pele e nas penas uma toxina chamada de batracotoxina, o mesmo composto presente nas rãs Dendrobatidae.
Foi descoberto recentemente, e pouco se sabe sobre sua vida, sendo diurno, alimentando de besouros da família Melirydae, onde consegue, de alguma forma, absorver o veneno e depositá-lo em seu próprio corpo.
Os nativos das ilhas onde a ave habita não a comem, pois sabem que o veneno provoca uma sensação de dormência e paralisação da boca. Pode-se saber a toxicidade conhecendo a coloração das espécies, o Pitohui marrom é pouco venenoso, ao contrário do Pitohui de penacho, com suas penas vermelhas e pretas, é o mais venenoso deles.

## Espécies
- Pitohui kirhocephalus;
- Pitohui dichrous;
- Pitohui incertus;
- Pitohui ferrugineus;
- Pitohui cristatus;
- Pitohui nigrescens.